# Sinfonia n. 1 (Mozart)

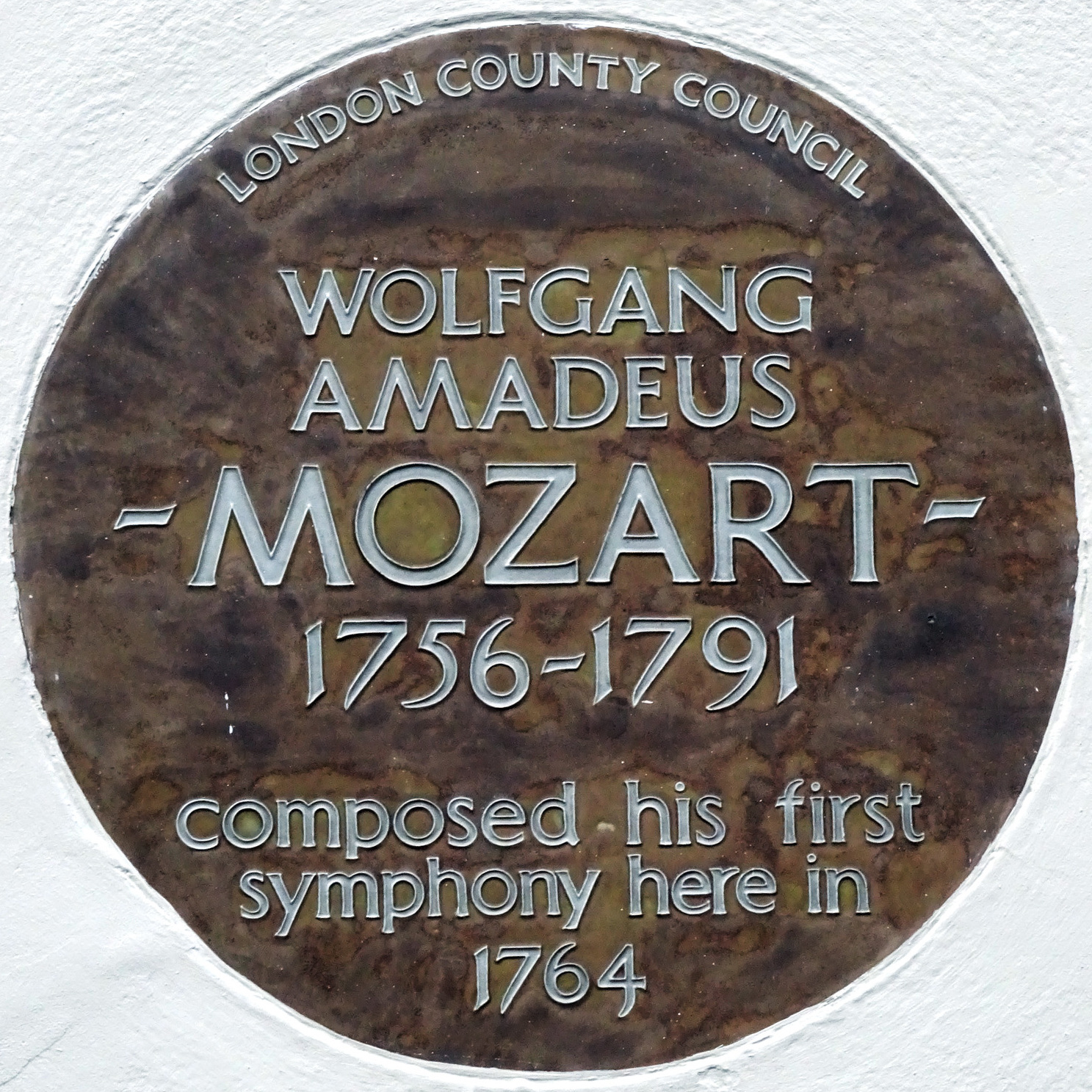
La targa affissa a Londra in onore della prima sinfonia di Mozart.

La Sinfonia n. 1 (K 16) in Mi bemolle maggiore fu composta da Wolfgang Amadeus Mozart tra il 1764 e il 1765, all'età di otto anni. Scritta durante il soggiorno della famiglia Mozart a Londra, è la prima composizione di questo genere da attribuire con certezza al maestro salisburghese.
La prima sinfonia mozartiana si compone di tre movimenti per un organico di due oboi, due corni e archi. È di breve durata e risente molto delle influenze di Johann Christian Bach, di Karl Friedrich Abel, di Johann Schobert e della musica italiana. È ritenuta una tra le più notevoli composizioni minori di Mozart.

## Storia
La sinfonia fu scritta a Londra durante il Grand Tour della famiglia Mozart, nell'inverno 1764-1765. La data esatta di composizione non è nota: l'autografo reca solo la scritta Sinfonia di Sig: Wolfgang Mozart a london, con l'aggiunta 1764 in un'altra grafia, che pare di Johann Anton André.
Secondo il racconto di Nannerl Mozart a Schlichtegroll, il 5 agosto 1764 la famiglia fu costretta a trasferirsi a Chelsea da una seria infezione alla gola che afflisse il capofamiglia Leopold per un paio di mesi. Intanto che il padre era malato, narra ancora Nannerl, nel tempo libero Wolfgang non poteva far altro che comporre:
La sinfonia fu completata dopo il trasferimento della famiglia a Soho. Sull'edificio al numero 180 di Ebury Street (in seguito inglobato nel borough di Westminster), è affissa una targa commemorativa della composizione.
Vi è qualche dubbio sul racconto di Nannerl, poiché l'organico descritto dalla sorella di Mozart non coincide con quello della sinfonia. In particolare Nannerl ricorda che fossero inclusi trombe e timpani, e che il fratello le chiese di ricordargli di dare ai corni qualcosa che valesse la pena; ma non vi sono trombe e timpani, e il corno non ha parti significative. Nannerl potrebbe quindi aver ricordato un'altra sinfonia sconosciuta, o forse partiture scritte separatamente e perdute.
L'opera fu eseguita per la prima volta, diretta dal suo autore, il 21 febbraio 1765 all'Haymarket Theatre di Londra. La sinfonia K 16 fu eseguita ancora, insieme all'altra in Re maggiore K 19, scritta nello stesso periodo, durante un concerto di beneficenza del 13 maggio successivo. Nell'estate 1765 la famiglia tornò sul continente e si stabilì nelle Sette Province Unite; Mozart eseguì la sua prima sinfonia anche all'Aia con discreto successo. La pubblicazione della sinfonia avvenne parecchi anni più tardi, nel 1879, a opera di Breitkopf & Härtel con l'indicazione Wolfgang Amadeus Mozart's Werke, Serie VIII, n. 1.
A differenza della seconda e della terza sinfonia mozartiane (K 17 e K 18), fortemente sospettate di essere spurie, la prima sinfonia è ritenuta indubbiamente opera del giovane salisburghese, segnatamente dal critico musicale Bruno Barilli, che rigetta anche l'ipotesi secondo cui la melodia sarebbe stata in parte composta dal padre Leopold. Sebbene faccia parte delle sue opere iniziali, la prima sinfonia è ritenuta una fra le più notevoli composizioni minori di Mozart, precorritrice delle opere più significative e mature.

## Organico
L'orchestra prevede: due oboi, due corni e archi. All'epoca era prassi comune utilizzare nelle orchestre anche il clavicembalo per sottolineare e rafforzare il basso continuo.

## Struttura

### Stile
La sinfonia risente in modo considerevole delle influenze artistiche di Johann Christian Bach, che il giovane Mozart conosceva personalmente e a cui al tempo s'ispirava spesso. Prendendo quindi a modello lo stile di Bach, Mozart per la sua prima sinfonia fa uso di un'orchestra ridotta, tipica della musica classica italiana, mentre per i lavori successivi avrebbe preferito una varietà di strumenti molto più estesa.
La sinfonia presenta tre movimenti di impostazione molto semplice, caratterizzati da una grande chiarezza ritmica e da toni a volte patetici, influenze ispirate alle composizioni di Johann Schobert che Mozart aveva conosciuto l'anno precedente durante il suo soggiorno parigino. Altri motivi interni alla sinfonia fanno invece pensare a influssi di Karl Friedrich Abel, altro compositore del tempo molto ammirato dal giovane artista, tanto che la terza sinfonia mozartiana sarebbe in realtà una composizione dello stesso Abel leggermente modificata da Mozart e poi a lui erroneamente attribuita. Per Giorgio Pestelli la prima sinfonia è quindi un lavoro sperimentale, fatto di «idee sgranate di seguito, spirito galante, "Allegri cantabili"».
La composizione mostra soprattutto l'influsso particolare di Johann Christian Bach che può essere considerato il secondo maestro di Mozart e certamente un musicista capace di apportare alla formazione del giovane un magistero che il padre Leopold non possedeva. Bach era un notevole rappresentante dello stile musicale allora di moda in Inghilterra, con le sue composizioni aggraziate, garbate, contrassegnate anche da una notevole sensibilità.
La costruzione del brano si presenta in tre movimenti, secondo l'agile schema classico di due tempi veloci inframmezzati da uno lento. Questa tipologia di scrittura rende la composizione vicina alla sinfonia all'italiana, ovvero l'ouverture delle opere italiane assai conosciute all'epoca. La struttura tripartita è tipica nelle prime sinfonie di Mozart, che in seguito però la sostituì con quella più comune in quattro movimenti. La tonalità di Mi bemolle maggiore è una delle preferite dal musicista e il suo utilizzo in un'età precoce smentisce coloro che hanno voluto correlarla soprattutto al suo legame con la Massoneria e le composizioni a essa ispirate.

### Analisi
La sinfonia è divisa come detto in tre movimenti:
1. Molto allegro, 44
2. Andante, in Do minore, 24
3. Presto, 38

- Il primo movimento, Molto allegro, in 44, nella classica forma-sonata con leggere varianti, è piuttosto convenzionale, anche se presenta già una notevole sicurezza nella padronanza della scrittura sinfonica. Sono proposti due temi, e il brano inizia con tre battute dell'orchestra all'unisono che sono basate sulla tonalità d'impianto della sinfonia. Seguendo il modello bachiano, il giovane compositore differenzia in maniera sensibile i due temi; il secondo, rispetto al primo, è esposto in maniera più libera, con maggior creazione personale della melodia; pare quasi che il giovanissimo autore si sia voluto misurare con la scoperta delle possibilità dell'orchestra.[23] Alla proposta tematica, decisa ed energica, segue, dopo una pausa più intima e contenuta, una risposta più ampia e molto cantabile che porta a conclusione il movimento nella stessa tonalità; lo sviluppo è quindi già decisamente personale e rivelatore delle idee dell'autore.[24] Gli aspetti di notevole vivacità, quasi di slancio appassionato, denotano la derivazione dalla musica di Schobert, ascoltata a Parigi, e che torneranno spesso nelle successive composizioni.[25]

- L'Andante, in 24, è in Do minore, tonalità relativa minore di quella d'impianto; questo utilizzo, in un'opera così giovanile, la svincola dall'esser stata più volte considerata come la tonalità del pessimismo desolante propria di alcune opere del periodo maturo, quali il Concerto per pianoforte n. 24, la Sonata per pianoforte n. 14 e alcune musiche massoniche. Si riesce comunque a percepire una vaga sensazione di oscura inquietudine, come si nota anche per il Sol minore nello stesso movimento della Sinfonia K 22 composta l’anno successivo, quasi una predisposizione a un futuro impiego di determinate tonalità.[22] A differenza delle sinfonie di Johann Christian Bach che utilizzano due distinti temi, il movimento è costituito da un solo tema, in cui più volte verrà utilizzata la sequenza I-II-IV-III (Do, Re, Fa, Mi), esposta dai corni, che comparirà anche anni più tardi nella Sinfonia n. 33 e anche nel finale della Jupiter. Mozart tuttavia lo esporrà prima in tonalità maggiore e quindi in minore, creando con questo meccanismo la funzione di secondo tema, giocando in tale scrittura più con il colore timbrico che con l'effettiva linea melodica.[26] Il movimento appare subito scritto con una connotazione dall'incedere maestoso velato di mistero, favorito dalle peculiarità un po' oscure della tonalità. Gli accenni circospetti della sezione bassa degli archi che accompagnano le terzine dei violini e delle viole creano un'atmosfera quasi indecifrabile e misteriosa.[16] All'esposizione del tema, sostenuto dalle terzine degli archi, segue, dopo alcune modulazioni, la Ripresa; il brano è riportato alla tonalità di Do minore della melodia iniziale interpretato inizialmente dai soli violini e dal contrabbasso. Accordi nella stessa tonalità portano a conclusione il movimento.[16]

- Il terzo movimento ha l'indicazione Presto ed è in 38, notazione di tempo molto usata dai sinfonisti preclassici e soprattutto nei suoi finali da J.C. Bach.[27] Il brano ritorna alla tonalità iniziale, modulando però, nella prima parte, da Sol maggiore a Mi bemolle maggiore fino a Fa minore. Scritto in forma di rondò, il movimento, piuttosto breve, è caratterizzato da una notevole vivacità; con il suo aspetto brioso e "umoristico" riporta a certi aspetti dell'opera buffa. Le alternanze fra i piano e i forte ricordano ancora l'influenza di Bach. Anche se la scrittura è prevalentemente diatonica, alcuni passaggi esposti dagli archi, di un insolito cromatismo, avrebbero potuto stupire gli ascoltatori dell'epoca.[26]

## Riproduzioni notevoli

### Registrazioni
- 1973: Orchestra Simfonică A Radioteleviziunii Române, diretta da Carlo Zecchi, N.I.I. 433/71.[28]
- 1978: Filarmonica di Vienna, diretta da Karl Böhm, Wien-Film.[29]
- 1986: Orkest der Lage Landen (Anversa), diretta da Walter Proost, Terpsichore, 1982 200.[30]
- 1990: Filarmonica di Baden-Baden, Powder Classics, CD 5101.[31]
- 1994: Camerata Labacensis (Lubiana), diretta da Alexander von Pitamic, Madacy Records, HL-4-3401-1.[32]
- 1996: Academy of Saint Martin-in-the-Fields (Londra), diretta da sir Neville Marriner, Complete Mozart Edition, Philips Classic, 422 501-2.[33]
- 2014: Concentus Musicus Wien, diretta da Nikolaus Harnoncourt, Deutsche Harmonia Mundi.[34]

### Esecuzioni
- 2011: San Francisco Academy Orchestra, diretta da Andrei Gorbatenko.[35]
- 2014: Orchestra dell'Università delle Arti Folkwang (Essen), diretta da Johannes Klumpp.[36]
- 2017: Orchestra dell'Istituto Superiore di Studi Musicali L. Boccherini (Lucca), diretta da Gianpaolo Mazzoli.[37]
- 2017: Terra Nova Collective (Anversa), diretta da Vlad Weverbergh.[38]
- 2020: Luca Chamber Orchestra (Bruxelles), diretta da Michel Tilkin.[39]

### Annotazioni
1. ↑  L'editore acquistò nel 1799 da Constanze, la vedova di Mozart, una collezione di 270 partiture autografe del musicista, fra cui anche le prime sinfonie. Cfr. Eichenauer, p. 29.
2. ↑  Inizialmente il concerto era previsto per il 15 febbraio, ma lo stesso giorno risultava in programma l'esecuzione dell'oratorio Judith di Thomas Arne, per cui fu necessario spostare la data al 21. Cfr. Nissen, p. 112.

### Fonti
1. 1 2 3  (DE) Wolfgang Amadeus Mozart, Die Sinfonien, a cura di Veronika Giglberger, I, Kassel, Bärenreiter-Verlag, 2005,  p. IX.
2. ↑  BD 1212, pp. 7.
3. ↑  Zaslaw, p. 17.
4. ↑  Nelle memorie trasmesse a Breitkopf & Härtel (24 novembre 1799) e pubblicate dall'Allgemeine musikalische Zeitung (22 gennaio 1800); AMZ 17 (1799-1800), pp. 300-301.
5. 1 2  Allroggen, p. IX.
6. ↑  Rushton, p. 10.
7. ↑  BD 1268, pp. 1-2.
8. 1 2  Dearling, p. 60.
9. ↑  Sadie, pp. 11-12.
10. ↑  Eisen, p. 26.
11. ↑  Rushton, p. 11.
12. ↑  IMSLP Symphony No.1 in E-flat major, K.16.
13. ↑  Dearling, pp. 57-60.
14. 1 2  Lugari, cap. 4 - L'enigma della creazione artistica.
15. 1 2  Lugari, cap. 2 - Il grande viaggiatore.
16. 1 2 3  1986 – Wolfgang Amadeus Mozart, Academy of Ancient Music, Jaap Schröder, Christopher Hogwood, Early Symphonies 1764-1771, Decca Records, Neal Zaslaw, Note di accompagnamento.
17. 1 2 3 4  Pestelli, p. 159.
18. 1 2 3   Ennio Melchiorre, Mozart – Sinfonia n. 1, su flaminioonline.it, 29 gennaio 1993. URL consultato il 28 maggio 2025.
19. ↑  Rushton, p. 17.
20. ↑  Rushton, p. 19.
21. ↑  Sgrignoli, p. 227.
22. 1 2  Hildesheimer, p. 43.
23. ↑  Hildesheimer, pp. 43-44.
24. ↑  Abert, pp. 131-132.
25. ↑  Mila, p. 25.
26. 1 2  Ian Page. Hyperion, Symphony No 1 in E flat major, K16.
27. ↑  Sadie, p. 12.
28. ↑   (EN) Mozart Symphonies No.1 - 42 - 27- Carlo Zecchi - Orchestra RTV Române, 1973.
29. ↑   (EN) Filarmonica di Vienna, Mozart: Symphony No. 1 - Vienna Philharmonic Orchestra/Böhm (1978), maggio 1978.
30. ↑  (EN) Symphonie nr. 1 in Es, K.V. 16, su musicbrainz.org, 1986.
31. ↑  (EN) Symphonie n°1 en mi bémol majeur, su musicbrainz.org, 1990.
32. ↑  (EN) Symphony no. 1, Es major KV 216, su musicbrainz.org, 1994.
33. ↑   (EN) sir Neville Marriner, Mozart: Symphony No. 1 in E flat, K.16.
34. ↑   (EN) Nikolaus Harnoncourt, Mozart: Symphony No. 1 — Harnoncourt.
35. ↑   (EN) San Francisco Academy Orchestra, Mozart- Symphony no. 1, San Francisco Academy Orchestra, Andrei Gorbatenko, 9 aprile 2011.
36. ↑   (EN) Johannes Klumpp, W.A. Mozart: Sinfonie No. 1 KV 16 / Folkwang Kammerorchester - Johannes Klumpp - conductor, 3 novembre 2014.
37. ↑    Istituto Superiore di Studi Musicali L. Boccherini, W. A. Mozart - Sinfonia n°1 in Mib maggiore K16, 16 dicembre 2017.
38. ↑   (EN) Terra Nova Collective, Mozart - Symphony No. 1 in E flat, K. 16, 30 dicembre 2017.
39. ↑   (EN) Luca Chamber Orchestra, Mozart Symphony No. 1 in E flat, K.16 - Michel Tilkin, Luca Chamber Orchestra, 18 aprile 2020.